# Kulturális lábnyom
A kulturális lábnyom olyan hatás, amelyet a csoportok és az egyének gyakorolnak a kulturális környezetre.

## Meghatározási tényezők
A kulturális lábnyom fogalmát 2013 júniusában határozták meg: az UNESCO, az Gazdasági Együttműködési és Fejlesztési Szervezet, a Frankofónia Nemzetközi Szervezete, francia minisztériumok, vállalatok és a civil társadalom szakértő csoportjainak a kezdeményezésére.
Úgy jelölték meg, mint „a pozitív és a negatív externalitások halmazát, melyek egy gazdasági szereplő akciójával hatnak a kulturális környezetre”. Pozitívnak tekintik, amikor gazdagítja a kulturális változatosságot, amikor erősíti a kulturális intenzitást.
Egy második, 2017-ben kiadott dokumentumkönyv kifejti, hogy „valamennyi szereplőnek lehetősége nyílik a rendelkezésre álló kulturális források aktiválására, vagyis azok tervezésére és felhasználására. Ugyanakkor, az ő felelősségük, hogy pozitív legyen a hozzájárulásuk” ehhez az alaphoz, alkotó légkörhöz. Ez azt jelenti, hogy a csoportok és az egyének „állítsanak fel követelményeket maguknak,  egyediségük alapján kötelezzék el magukat, érezzék magukénak, s tegyenek érte kulturálisan.”

## Alkalmazások
„A kozmetikai szektor kulturális lábnyoma”, társulnak: Gilles Andrier, Loïc Armand, Francesco Bandarin, Jérôme Bédier, Françoise Benhamou, Fouad Benseddik, Gilles Boëtsch, Dominique Bourg, Jérôme Gouadain, Maria Gravari-Barbas, Marc-Antoine Jamet, François Jullien, Pascal Lamy, Jacques Lévy, Gilles Lipovetsky, Françoise Montenay, Jean Musitelli, Patrick O'Quin, Philippe d'Ornano, Dominique Perrault, Marie-Hélène Plainfossé, Nicole Rouvet, a kulturális környezet néhány olyan területét ajánlja, amelyben a gazdaság alkalmas lehet a közreműködésre: tanulás, építészetek, művészet, kifejezőerő, etika, a képzelet világa, örökség, öröm, kapcsolatszervezési szakértelem, egyediség, stb.

## Lásd még
- Mályva gazdaság
- Társadalmi felelősségvállalás